# Christopher Wiehl
Christopher Richard Wiehl (ur. 29 października 1970 r. w Yakimie w stanie Waszyngton) – amerykański aktor filmowy i telewizyjny.

## Życiorys
Syn Dicka Wiehla, agenta FBI. Jego matka pochodzi z Danii. Wiehl ma też korzenie niemieckie. Absolwent uczelni wyższej University of Washington, obronił bakalaureat ze sztuk dramatycznych. Ma starszą siostrę, Lis Wiehl.
Widzom telewizyjnym pozostaje znany ze swojej roli rozgrywającego futbolisty Dereka McConnella w serialu ESPN Gracze (Playmakers, 2003). W kryminale CBS Sąd najwyższy (First Monday, 2002) pojawiał się jako urzędnik Jerry Klein, a w dramacie ABC Family/Freeform Switched at Birth (2011−2017) grał Patricka, właściciela galerii sztuki. Wystąpił w komedii romantycznej o tematyce gejowskiej Liga złamanych serc (The Broken Hearts Club: A Romantic Comedy, 2000), towarzysząc takim aktorom, jak Timothy Olyphant czy Justin Theroux. Napisał scenariusz horroru Worry Dolls (2016), w którym odegrał rolę pierwszoplanową.

## Wybrana filmografia
Filmy pełno-/krótkometrażowe
- 1998: Szalona impreza (Can't Hardly Wait) jako napalony chłopak
- 1998: Dziewczyna (Girl) jako Mark
- 1998: Przymierze z bronią (Gunshy) jako Tim
- 1999: Cold Hearts jako Charles (także producent filmu)
- 2000: Liga złamanych serc (The Broken Hearts Club: A Romantic Comedy) jako członek J. Crew
- 2013: Zabić Kennedy'ego (Killing Kennedy) jako agent O'Reilly
- 2016: Worry Dolls jako Matt (także scenarzysta i producent filmu)

Seriale telewizyjne/internetowe
- 1997: Buffy: Postrach wampirów (Buffy the Vampire Slayer) jako Owen Thurman
- 1999: Baza Pensacola (Pensacola: Wings of Gold) jako Swamp
- 2000: Magia sukcesu (Bull) jako Carson Boyd
- 2001−2003: CSI: Kryminalne zagadki Las Vegas (C.S.I.: Crime Scene Investigation) jako Hank Peddigrew
- 2002: Sąd najwyższy (First Monday) jako Jerry Klein
- 2003: Gracze (Playmakers) jako Derek McConnell
- 2003: Detektyw Monk (Monk) jako Scott Gregorio
- 2006−2008: Jerycho (Jericho) jako Roger Hammond
- 2011−2017: Switched at Birth jako Patrick